# رایت ایرلاینز
رایت ایرلاینز (به انگلیسی: Wright Airlines) یک شرکت هواپیمایی با کد یاتا FW بود که دفتر مرکزی آن در کلیولند، اوهایو، ایالات متحده آمریکا قرار داشت.